# Diócesis de Hradec Králové
La diócesis de Hradec Králové (en latín: Dioecesis Gradecen(sis) y en checo: Diecéze královéhradecká) es una circunscripción eclesiástica latina de la Iglesia católica en la República Checa, sufragánea de la arquidiócesis de Praga. La diócesis tiene al obispo Jan Vokál como su ordinario desde el 3 de marzo de 2011.

## Territorio y organización

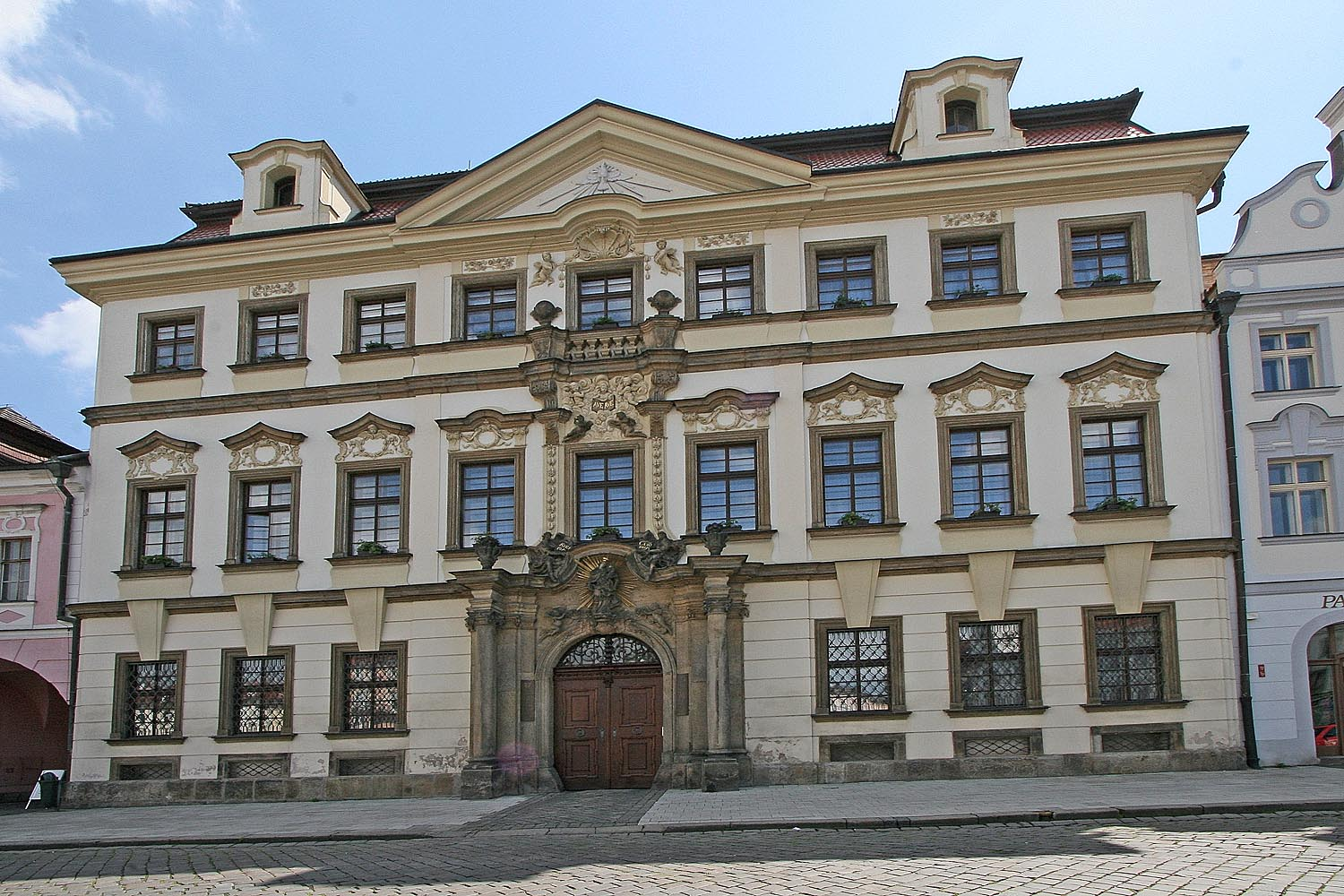
Palacio episcopal de Hradec Králové

La diócesis tiene 11 650 km² y extiende su jurisdicción sobre los fieles católicos de rito latino residentes en la región de Bohemia Oriental, que tras la reforma administrativa de 1992 corresponde a las regiones de Hradec Králové y Pardubice, a las que hay que añadir el distrito de Havlíčkův Brod de la región de Vysočina y el distrito de Semily de la región de Liberec.
La sede de la diócesis se encuentra en la ciudad de Hradec Králové, en donde se halla la Catedral del Espíritu Santo.
En 2019 en la diócesis existían 265 parroquias agrupadas en 14 vicariatos.

## Historia
Como parte de la reorganización eclesiástica de Bohemia después de la Guerra de los Treinta Años, el emperador Fernando III del Sacro Imperio Romano Germánico decidió restaurar la diócesis de Litomyšl, que había desaparecido durante las guerras husitas, pero con sede en Hradec Králové, llamada Königgrätz en alemán. Gracias a la mediación del cardenal arzobispo de Praga Ernst von Harrach, el emperador obtuvo de la condesa Anna Eusebia von Harrach la cesión de las posesiones de Chrast y Auretitz como fondo para el establecimiento de la mensa episcopal de la diócesis y él mismo añadió otros 30 000 florines. Con la bula Super universas del 10 de noviembre de 1664 el papa Alejandro VII erigió la nueva diócesis separando el archidiaconado de Hradec Králové de la arquidiócesis de Praga.
La iglesia gótica del Espíritu Santo, construida en el siglo XIV, fue elegida como catedral de la nueva diócesis, y el primer obispo nombrado fue Matthäus Ferdinand Sobek, benedictino de la abadía de San Nicolás en Praga.
En 1784, durante el episcopado de Johann Leopold von Hay, la diócesis amplió su territorio con los distritos de Bidschow, Chrudim y Čáslav, anteriormente pertenecientes a la arquidiócesis de Praga.
A principios del siglo XIX la diócesis contaba con casi un millón de fieles, más de 300 parroquias, 12 monasterios o conventos, de los cuales sólo uno era femenino. A finales de siglo la población católica de la diócesis alcanzaba el millón y medio de fieles y el número de parroquias se elevaba a más de 460, con casi 1100 sacerdotes, entre seglares y regulares. El 20% de las parroquias eran de habla alemana, pero había pocos sacerdotes y seminaristas alemanes. En 1909 el número de monasterios o conventos había superado las 70 residencias, muchas de las cuales albergaban comunidades religiosas femeninas.
Al final de la Segunda Guerra Mundial la población alemana de la diócesis, estimada en más de 250 000 personas, fue expulsada de Bohemia.
Durante el régimen comunista, después de la muerte del obispo Mořic Pícha en 1956, no se concedió autorización gubernamental para el nombramiento de un nuevo obispo, que sólo fue nombrado en 1989, después de treinta y tres años de vacancia. Durante este período, Karel Otčenášek, obispo titular de Quersoneso de Creta, fue nombrado administrador apostólico, pero fue arrestado por la policía y condenado a prisión.
El 31 de mayo de 1993 mediante el decreto Maiori animarum de la Congregación para los Obispos se revisaron las fronteras de la diócesis de Hradec Králové con las diócesis vecinas: Hradec Králové perdió 32 parroquias, de las cuales 23 fueron cedidas a la arquidiócesis de Praga y 9 a la diócesis de České Budějovice, adquiriendo sólo 2 parroquias de la arquidiócesis de Praga.

## Estadísticas
De acuerdo al Anuario Pontificio 2020 la diócesis tenía a fines de 2019 un total de 450 800 fieles bautizados.
| Año                                                                             | Población            | Población | Población      | Sacerdotes | Sacerdotes    | Sacerdotes    | Bautizados por sacerdote | Diáconos permanentes | Religiosos | Religiosos | Parroquias |
| Año                                                                             | Bautizados católicos | Total     | % de católicos | Total      | Clero secular | Clero regular | Bautizados por sacerdote | Diáconos permanentes | Varones    | Mujeres    | Parroquias |
| ------------------------------------------------------------------------------- | -------------------- | --------- | -------------- | ---------- | ------------- | ------------- | ------------------------ | -------------------- | ---------- | ---------- | ---------- |
| 1949                                                                            | 913 606              | 1 294 702 | 70.6           | 662        | 612           | 50            | 1380                     |                      | 66         | 729        | 477        |
| 1970                                                                            | 827 230              | 1 336 650 | 61.9           | 376        | 325           | 51            | 2200                     |                      | 51         | 955        | 477        |
| 1980                                                                            | 805 000              | 1 344 000 | 59.9           | 292        | 253           | 39            | 2756                     |                      | 39         | 629        | 476        |
| 1990                                                                            | 825 000              | 1 376 000 | 60.0           | 244        | 195           | 49            | 3381                     |                      | 49         |            | 477        |
| 1999                                                                            | 470 000              | 1 220 000 | 38.5           | 202        | 163           | 39            | 2326                     | 16                   | 47         | 343        | 447        |
| 2000                                                                            | 470 000              | 1 220 000 | 38.5           | 203        | 156           | 47            | 2315                     | 17                   | 67         | 330        | 447        |
| 2001                                                                            | 470 000              | 1 220 000 | 38.5           | 211        | 161           | 50            | 2227                     | 17                   | 64         | 320        | 447        |
| 2002                                                                            | 470 000              | 1 220 000 | 38.5           | 209        | 158           | 51            | 2248                     | 19                   | 63         | 322        | 447        |
| 2003                                                                            | 470 000              | 1 220 000 | 38.5           | 231        | 182           | 49            | 2034                     | 16                   | 57         | 296        | 447        |
| 2004                                                                            | 450 000              | 1 260 000 | 35.7           | 210        | 163           | 47            | 2142                     | 18                   | 55         | 286        | 447        |
| 2006                                                                            | 450 000              | 1 260 000 | 35.7           | 213        | 164           | 49            | 2112                     | 26                   | 63         | 259        | 444        |
| 2013                                                                            | 453 300              | 1 269 000 | 35.7           | 211        | 160           | 51            | 2148                     | 26                   | 61         | 167        | 265        |
| 2016                                                                            | 454 200              | 1 272 000 | 35.7           | 202        | 161           | 41            | 2248                     | 36                   | 47         | 129        | 264        |
| 2019                                                                            | 450 800              | 1 274 200 | 35.4           | 205        | 170           | 35            | 2199                     | 32                   | 43         | 114        | 265        |
| Fuente: Catholic-Hierarchy, que a su vez toma los datos del Anuario Pontificio. |                      |           |                |            |               |               |                          |                      |            |            |            |

## Episcopologio
- Matthäus Ferdinand Sobek von Bilenberg, O.S.B. † (10 de noviembre de 1664-9 de marzo de 1669 nombrado arzobispo de Praga)
  - Sede vacante (1669-1673)
- Johann Friedrich von Waldstein † (27 de noviembre de 1673-2 de diciembre de 1675 nombrado arzobispo de Praga)[5]
- Johann Franz Christoph von Talmberg † (19 de octubre de 1676-3 de abril de 1698 falleció)
- Bohumír Kapoun ze Svojkova † (18 de mayo de 1699-18 de noviembre de 1701 falleció)
- Tobias Johannes Becker † (3 de abril de 1702-11 de septiembre de 1710 falleció)
- Jan Adam Vratislav z Mitrovic † (11 de mayo de 1711-24 de septiembre de 1721 nombrado obispo de Litoměřice)
- Václav František Karel z Košína † (1 de diciembre de 1721-26 o 27 de marzo de 1731 falleció)
- Moritz Adolf Karl von Sachsen-Zeitz (Saský) † (3 de marzo de 1732-1 de octubre de 1733 nombrado obispo de Litoměřice)
- Jan Josef Vratislav z Mitrovic  † (18 de diciembre de 1733-11 de septiembre de 1753 falleció)
- Antonín Petr Příchovský z Příchovic † (14 de enero de 1754-26 de octubre de 1763 sucedió al arzobispo de Praga)
- Hermann Hannibal von Blümegen † (9 de abril de 1764-17 de octubre de 1774 falleció)
- Johann Andreas Kaiser † (17 de julio de 1775-5 de mayo de 1776 falleció)
- Joseph Adam Arco † (15 de julio de 1776-14 de marzo de 1780 renunció[6])
- Johann Leopold von Hay † (11 de diciembre de 1780-1 de junio de 1794 falleció)
- Maria-Thaddeus von Trauttmansdorf Wiensberg † (1 de junio de 1795-15 de marzo de 1815 nombrado arzobispo de Olomouc)
- Alois Jozef Krakovský z Kolovrat † (15 de marzo de 1815-28 de febrero de 1831 nombrado arzobispo de Praga)
- Karel Boromejský Hanl z Kirchtreu † (24 de febrero de 1832-7 de octubre de 1874 falleció)
- Josef Jan Hais † (5 de julio de 1875-27 de octubre de 1892 falleció)
- Eduard Jan Brynyck † (19 de enero de 1893-20 de noviembre de 1902 falleció)
- Josef Doubrava † (22 de junio de 1903-22 de febrero de 1921 falleció)
- Karel Boromejský Kašpar † (13 de junio de 1921-22 de octubre de 1931 nombrado arzobispo de Praga)
- Mořic Pícha † (22 de octubre de 1931-12 de noviembre de 1956 falleció)
  - Sede vacante (1956-1989)[7]
- Karel Otčenášek † (21 de diciembre de 1989-6 de junio de 1998 retirado)
- Dominik Duka, O.P. (6 de junio de 1998-13 de febrero de 2010 nombrado arzobispo de Praga)
- Jan Vokál, desde el 3 de marzo de 2011